# Tuart-Forest-Nationalpark
Der Tuart-Forest-Nationalpark (englisch Tuart Forest National Park) ist ein 20 Quadratkilometer großer Nationalpark im Südwesten von Western Australia, Australien.

## Lage
Der Park liegt etwa 200 Kilometer südlich von Perth. Zwischen Bunbury und Busselton gelegen, verläuft auf einer Länge von 20 Kilometer als schmaler Streifen entlang des Bussell Highways. Das etwa 5 km entfernte Capel ist der nächstgelegene größere Ort.

## Fauna und Flora
Der Bestand an Tuarteukalyptus Eucalyptus gomphocephala im Tuart-Forest-Nationalpark ist der einzige weltweit, er ist in größerer Anzahl in seiner ursprünglichen Form und Umgebung erhalten geblieben. Eucalyptus gomphocephala gedeiht nur über Kalkstein und war entlang der Küste in einem Bereich von 200 Kilometer beidseits von Perth verbreitet. Der Nationalpark beheimatet heute das größte und höchste Exemplar des Tuarteukalyptus. Einige Eucalyptus gomphocephala besitzen eine Wuchshöhe von bis zu 33 Meter und einen Umfang von zehn Metern.
Der Tuart-Forest-Nationalpark ist auch Heimat der letzten freilebenden Population des Western Ringtail Possum (Pseudocheirus peregrinus occidentalis), einer Unterart des Gewöhnlichen Ringbeutlers (Pseudocheirus peregrinus). Sie leben vor allem in den Spalten und Löchern der alten Tuartbäume. Ebenso lebt auf dem Gebiet des Nationalparks die dichteste Population einer Kusus-Art in Western Australia. Aber auch der Pinselschwanzbeutler, die Buschratte (Rattus fuscipes), der Quenda (Isoodon obesulus) und Känguru-Arten. Wenigstens elf  Arten von Greifvögeln sind im Park heimisch.